# Géiser marítimo

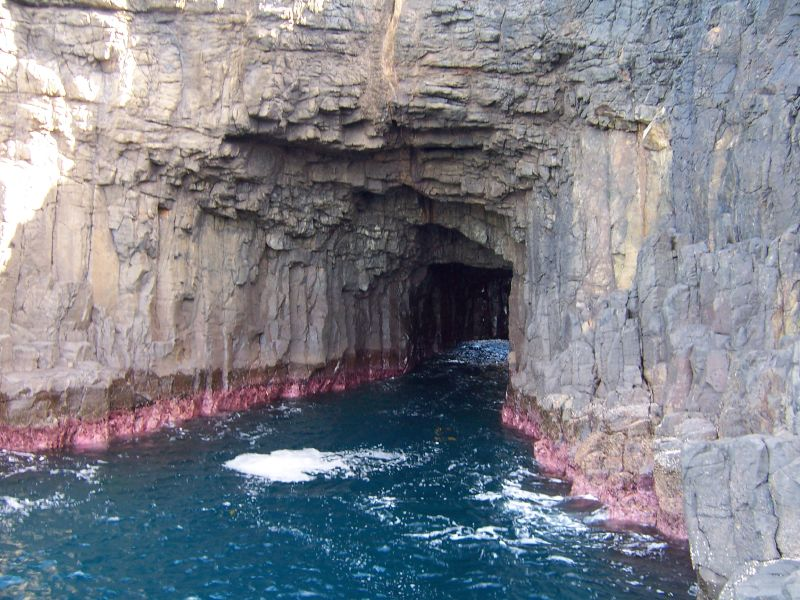
Entrada del mar en Kiama.

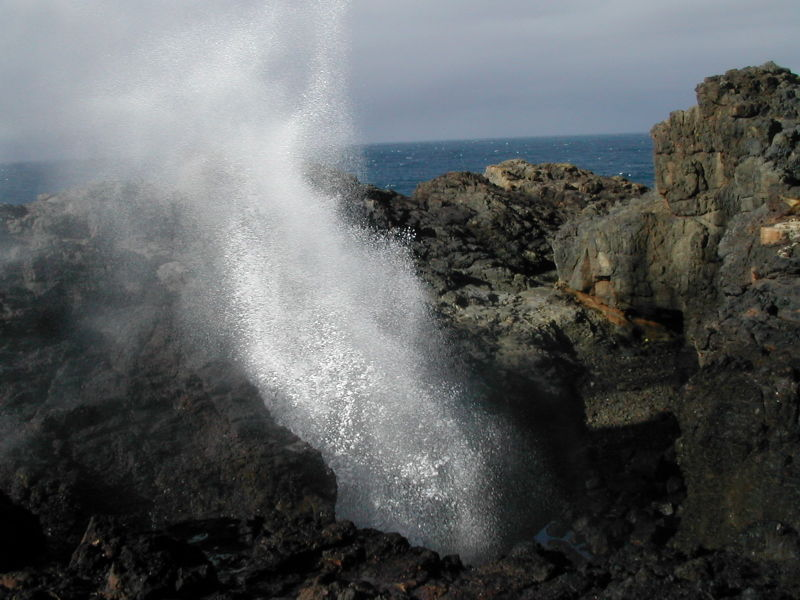
Géiser de Kiama.

En geología, un  géiser marítimo es un lugar junto al mar en el que el agua pulverizada se proyecta al aire debido al movimiento de los flujos a través de una cueva que comprime el aire en su extremo.
Cuando el mar penetra en el canal subterráneo, comprime el aire en el fondo de la cueva y cuando baja la marea el aire comprimido empuja el aire con violencia por los orificios abiertos.
Uno de los más destacados se encuentra en Kiama, en Nueva Gales del Sur, Australia. 

## Bufadero y géiser marino
El bufadero es un agujero natural abierto por la erosión del mar en las rocas, o propio de la contextura de éstas, en el que rompe, como si bufara, el agua de la marea alta.Es un término onomatopéyico. Designa a las cuevas costeras que tienen unas grietas o agujeros en su parte superior por donde sale un violento chorro de agua “bufando” cuando las olas llenan la cueva de golpe. Es provocado por el rompimiento de las olas contra una cueva que se encuentra en la parte baja del acantilado, alcanzando una altura de hasta 20 metros. Es a menudo considerado un géiser marítimo, sin embargo, no se trata de ninguna fuente termal como son los géiseres. Este fenómeno geológico costero es más precisamente una chimenea natural abierta en el acantilado, comunicada con cuevas marinas.